# Прайм-тайм премія «Еммі»
Прайм-тайм премія «Еммі» (англ. Primetime Emmy Award) — головна американська премія в галузі телебачення, яку щорічно вручає Американська телевізійна академія. Перша церемонія вручення відбулася в 1949 році і спочатку називалася просто «Премія Еммі», аж до 1972 року поки не була створена «Денна премія Еммі» і тоді до назви додали слова «прайм-тайм».
Вручення нагород зазвичай відбувається щорічно на початку вересня перед офіційним початком телевізійного сезону на телеканалах (CBS, ABC, NBC і FOX).
Телепремія «Еммі» вважається телевізійним еквівалентом «Оскара» (для кіно), премії «Ґреммі» (для музики) і премії «Тоні» (для театру).

## Володарі більшості нагород
Більшість індивідуальних перемог
- Шейла Невінс: 21

Телешоу з більшістю перемог у комедійній категорії
- Фрейз'єр: 5

Телешоу з більшістю перемог у драматичній категорії
- Блюз Хілл стріт: 4
- Закон Лос-Анджелеса: 4
- Західне крило: 4

Більшість перемог в категорії анімаційних програм
- Сімпсони: 27

Більшість перемог в категорії мінісеріалів
- Джон Адамс (2008): 13

Більшість перемог в категорії телефільмів
- Елеонора і Франклін (1976): 11

Більшість перемог в рік одного телеканалу
- CBS (1974): 44

Більшість перемог в акторській категорії
- Клоріс Лічмен: 8

Більшість перемог одного актора за одну і ту саму роль
- Дон Ноттс за The Andy Griffith Show: 5
- Кендіс Берген за Мерфі Браун: 5

Більшість перемог одного актора за одну роль, але в різних серіалах
Едвард Аснер за Шоу Мері Тайлер Мур і «Лу Грант»: 5

## Категорії премії
- Найкращий драматичний телесеріал
- Найкращий комедійний телесеріал
- Найкращий мінісеріал або серіал-антологія
- Найкращий телефільм

### Основні акторські категорії
- Найкращий актор у драматичному телесеріалі
- Найкраща акторка в драматичному телесеріалі
- Найкращий актор у комедійному телесеріалі[en]
- Найкраща акторка в комедійному телесеріалі
- Найкращий актор у мінісеріалі або серіалі-антології, або телефільмі
- Найкраща акторка в мінісеріалі або серіалі-антології, або телефільмі

### Другорядні акторські категорії
- Найкращий актор другого плану у драматичному телесеріалі
- Найкраща акторка другого плану в драматичному телесеріалі
- Найкращий актор другого плану в комедійному телесеріалі
- Найкраща акторка другого плану у комедійному телесеріалі
- Найкращий актор другого плану в мінісеріалі або серіалі-антології, або телефільмі
- Найкраща акторка другого плану в мінісеріалі або серіалі-антології, або телефільмі

### Гостьові категорії
- Найкращий запрошений актор у драматичному телесеріалі
- Найкраща запрошена акторка в драматичному телесеріалі
- Найкращий запрошений актор у комедійному телесеріалі
- Найкраща запрошена акторка в комедійному телесеріалі